# Alexis G. Zall
Alexis G. Zall, née le 6 juin 1998 à Scottsdale en Arizona, est une actrice, réalisatrice et scénariste américaine.

## Biographie

### Vie privée
Le jour de ses 18 ans, elle fait son coming out en tant que lesbienne.

## Filmographie

### Comme actrice
- 2012 : Conversations with Future Stars (série télévisée) : Butterfly
- 2012 : Practice Makes Perfect (court métrage) : Sally
- 2012 : Unusual Suspects (série télévisée) : la fille de Lee
- 2012 : Rachel's Galaxy (série télévisée) : Rachel
- 2012 : Dream With Me (court métrage) : Marie jeune
- 2013 : Vendetta (série télévisée) : Assassin jeune
- 2013 : Tangents & the Times (série télévisée) : la mignonne à la piscine
- 2013 : Spirits (série télévisée) : Ayla Walker
- 2013 : Horror Haiku (série télévisée) : la jeune fille
- 2013 : Out of Reach : Paige
- 2013 : Bottlenose (court métrage) : Zooey jeune
- 2013 : Bad Weather Films (mini-série)
- 2014 : The Rose Window (court métrage) : Violet Carroway
- 2014 : Born to Die (court métrage) : Nina jeune
- 2014 : Room Tour Challenge (série télévisée)
- 2014 : Rad Lands (série télévisée) : Tricket
- 2015 : The Dead Man (court métrage) : Amanda jeune
- 2015-2016 : Betch (série télévisée) : divers personnages / elle-même
- 2016 : Zall Good (série télévisée) : Alexis G. Zall
- 2016 : Slumber Party (série télévisée) (épisode Alexis G. Zall)
- 2016 : DC Super Hero Girls : Héroïne de l'année : Lois Lane (voix)
- 2016 : This Isn't Working (série télévisée) : Karen Jr.
- 2016 : Laid in America : Beth
- 2016 : Ouija: Origin of Evil : Betty
- 2016 : DC Super Hero Girls (série télévisée) : Lois Lane (voix)
- 2016 : Bedeviled : Nikki
- 2016 : Modern Family (série télévisée) : la seconde fille de la soirée
- 2017 : Search Bar (série télévisée) : Liza
- 2017 : Coin Heist : Alice
- 2017 : Embeds (série télévisée) : Claire Dobson
- 2017 : Rad Lands (série télévisée) : Tricket
- 2017 : DC Super Hero Girls : Jeux intergalactiques : Lois Lane (voix)
- 2017 : Stuck de Jillian Armenante : Taylor

### Comme scénariste
- 2012-2013 : Pantry Baking (série télévisée) (5 épisodes)
- 2016 : 20 Ways (série télévisée)

### Comme réalisatrice
- 2012-2013 : Pantry Baking (série télévisée) (5 épisodes)